# 蔗糖廠

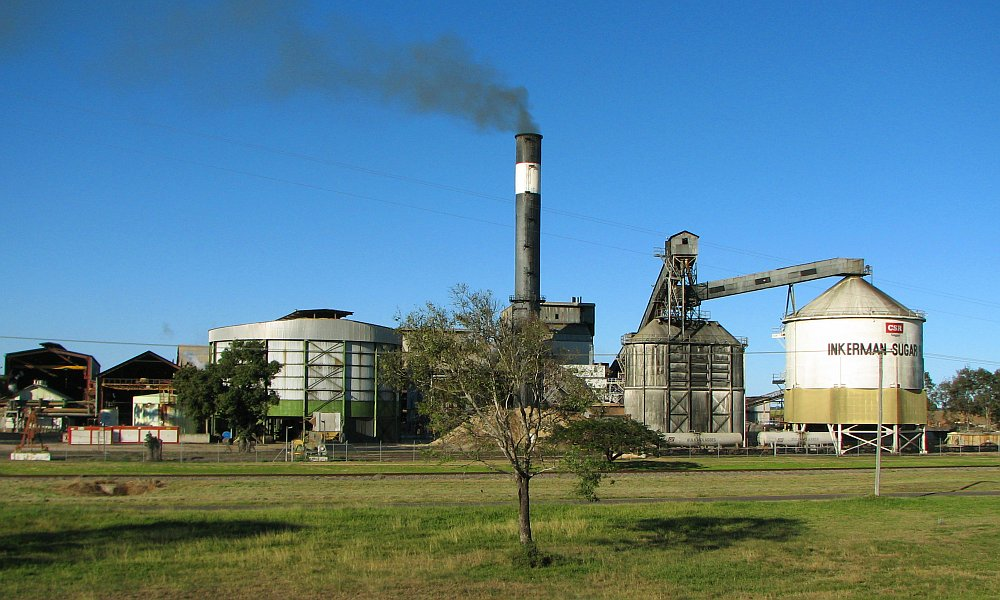
澳大利亞因克曼蔗糖廠

蔗糖廠（sugar cane mill），是用甘蔗製造砂糖或白糖的工廠。現代化的蔗糖廠內部擁有一連串的機器設備，用來壓榨甘蔗，並以榨出的蔗汁製糖。

## 製程

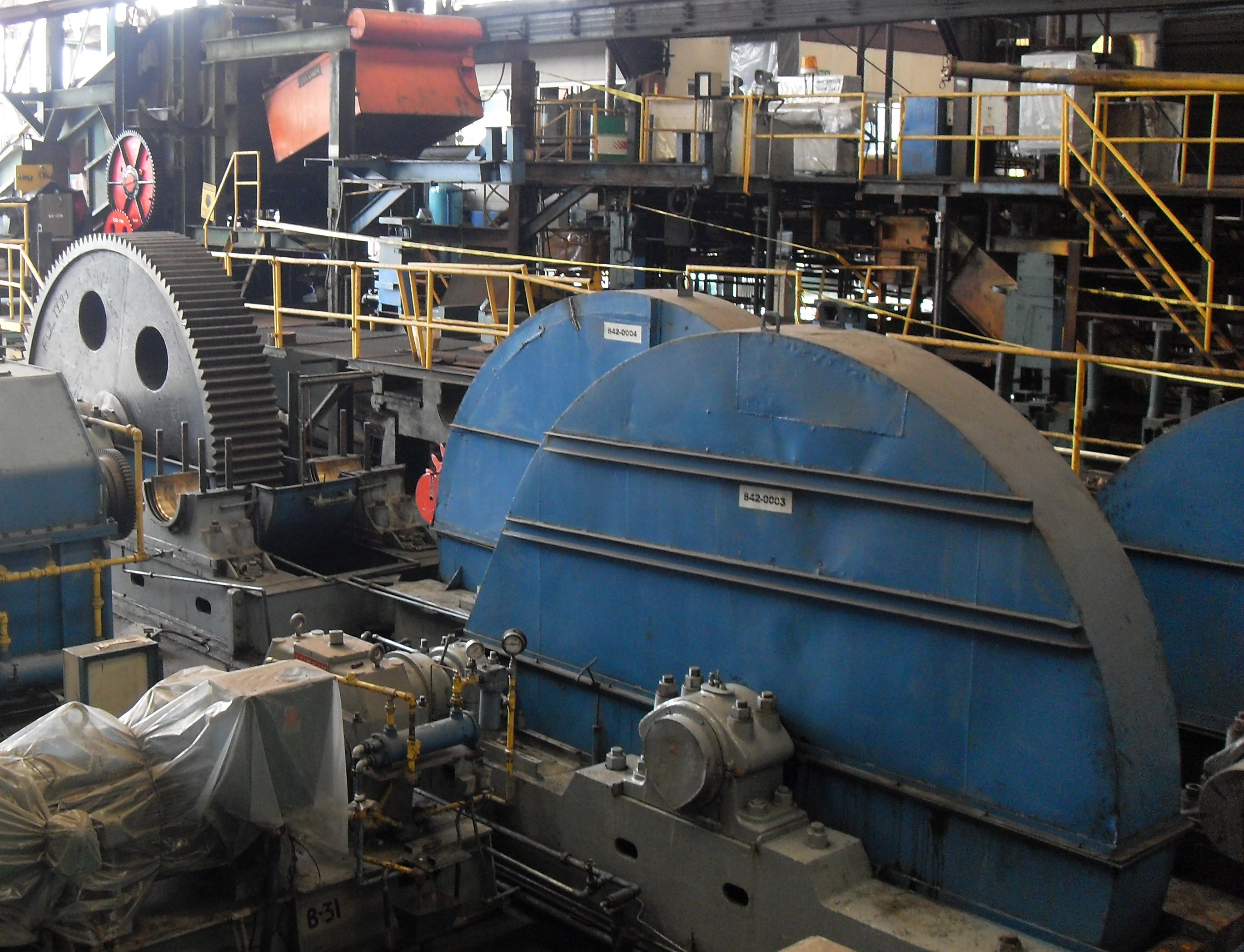
蔗糖廠廠房內部

用甘蔗製造砂糖有一連串的程序：
1. 收取甘蔗並卸貨
2. 甘蔗準備（切成條狀）
3. 榨汁
4. 除去雜質
5. 煮汁
6. 結晶
7. 分離結晶糖與蔗汁（使用離心機）
8. 烘乾
9. 包裝出貨

## 外部連結
- The Sugar Engineers （页面存档备份，存于）
- sugar related online glossary